# Breaza (Mureș)
Breaza é uma comuna romena localizada no distrito de Mureș, na região histórica da Transilvânia. A comuna possui uma área de 41.39 km² e sua população era de 2542 habitantes segundo o censo de 2007.